# The Ghost (film, 1911)
Pour les articles homonymes, voir The Ghost.
The Ghost est un film américain réalisé par Mack Sennett, sorti en 1911.

## Fiche technique
- Titre original : The Ghost
- Réalisation : Mack Sennett
- Société de production : Biograph Company
- Pays de production :  États-Unis
- Langue originale : anglais
- Format : noir et blanc - film muet
- Date de sortie :
  - USA : 20 juillet 1911

## Distribution
- Charles Hill Mailes : le policier
- Dell Henderson : A Crook
- Mack Sennett : A Crook